# لواء علی‌اکبر
لواء علی اکبر (عربی: لواء علی الأکبر) یا تیپ ۱۱ حشدالشعبی یک جناح شیعه عراقی از نیروهای حشد الشعبی و وابسته به تولیت حرم امام حسین است. این تیپ پس از فتوای جهاد کفائی صادر شده از سید علی سیستانی و تحت نظر دبیرکل حرم حسینی، شیخ عبدالمهدی الکربلایی تشکیل شد. ابوتحسن الصالحی از این جناح است.